# Wstążka (informatyka)

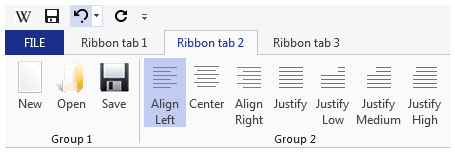
Przykładowa wstążka

Wstążka (ang. Ribbon, Microsoft Fluent UI) – element interfejsu użytkownika, zastępujący tradycyjne menu i paski narzędzi. Wstążka po raz pierwszy pojawiła się w pakiecie biurowym Microsoft Office 2007.
Ideą wstążki było stworzenie funkcjonalnej części interfejsu użytkownika, która umieściłaby wszystkie funkcje oprogramowania w jednym miejscu, czyniąc je łatwymi do znalezienia i użytkowania.

## Wstążka w Microsoft Office 2007
Wstążka, kiedy po raz pierwszy pojawiła się w pakiecie biurowym Microsoft Office 2007, zastąpiła paski narzędzi i menu. Według firmy Microsoft miała ona uporządkować wszystkie funkcje w sposób, aby były bardziej podręczne. Nowy interfejs nie został jednak umieszczony we wszystkich programach – obecny jest w tylko w Word, Excel, PowerPoint, Access oraz w niektórych elementach Outlooka.
Wstążka to pasek przycisków i ikon posegregowanych w tematyczne karty. Każda aplikacja posiada inny układ kart, w zależności od funkcji, które dany program oferuje. Na przykład Word oferuje kartę związaną z pracą z korespondencją seryjną i tworzeniem listów, podczas gdy Excel posiada kartę ułatwiającą korzystanie z komórek.
Niektóre karty dostępne są tylko w określonych momentach. Np. karty pomagające w formatowaniu obrazów pojawiają się, gdy zaznaczymy obraz.

## Wstążka – wydanie 2009
Nowa wersja interfejsu wstążki pojawiła się pod koniec 2008 roku. We wczesnym wydaniu systemu operacyjnego Windows 7 ukazały się programy Paint oraz WordPad wyposażone w odświeżony interfejs wstążki. Implementacja interfejsu zadziwiła, gdyż nie do końca jest zgoda z założeniami Microsoftu z 2007 roku (wstążka miała być stosowana tylko w złożonych, rozbudowanych programach, celem uproszczenia dostępu do funkcji).
Nowy wygląd otrzymała też kolejna wersja Windows Movie Maker, wchodzącego w skład pakietu Windows Live. Podczas testów wersji alfa ujawniono, że pakiet biurowy Office 2010 w całości będzie posiadał odświeżony wygląd. Nowa wstążka pojawiła się we wszystkich programach pakietu.
W nowej wstążce delikatnie zmieniono układ elementów. Przycisk z menu głównym programu nie jest już okrągły, a prostokątny i znajduje się w jednej linii z kartami wstążki. Rozszerzono również możliwość organizacji wstążki przez użytkownika.

## Wstążka w innych programach
Microsoft zdecydował się na udostępnienie wstążki dla innych aplikacji na licencji Office UI. Interfejs ten jest używany przez rosnącą liczbę programów, przykładowo:
- aplikacje polskie – Translatica 7, Odkurzacz, program do kosztorysowania Zuzia, program do kosztorysowania Norma[3]
- aplikacje zagraniczne – O&O Defrag 10, PowerArchiver 2007, SysTweak's Photo Studio, SeeElectrical, AutoCAD 2009, Button Shop.